# كريستا بايك
كريستا غيل بايك (بالإنجليزية: Christa Pike) (ولدت في 10 مارس 1976) هي أصغر امرأة تم الحكم عليها بالإعدام في الولايات المتحدة في فترة ما بعد حكم فورمان.كان عمرها 20 عاماً عندما أدينت بتهمة التعذيب وقتل زميلتها في سن 18 سنة.
عاشت حياة مضطربة وانسحبت من المدرسة الثانوية. انضمت إلى فريق عمل، وهو برنامج حكومي يهدف إلى مساعدة الشباب ذوي الدخل المنخفض من خلال تقديم التدريب المهني والمهارات المهنية، وحضرت مركز فيلق الوظائف المغلقة الآن في نوكسفيل، تينيسي.

## الجريمة
كانت كريستا غيورة من زميلتها كولين سليمر البالغة من العمر 19 عامًا. واعتقدت أن كولين تحاول «سرقة» صديقها منها. على الرغم من أن أصدقاء كولين ينفون هذه الاتهامات. جنبا إلى جنب مع صديقتها شادولا بيترسون 18 عاما، خططت كريستا لجذب كولين إلى محطة بخار معزولة ومهجورة قريبة من الحرم الجامعي لجامعة تينيسي.
في 12 يناير 1995، غادرت كريستا، وشيب، وشادولا بيترسون، وكولين سليمر السكن الجامعي وقيل لكولين أن كريستا وشادولا في الغابة وأنهم يريدون التصالح معها بإهدائها بعض الماريجوانا.لدى وصولها إلى الموقع المعزول، كانوا لها بالمرصاد وهاجموها. في شهادة المحكمة اللاحقة، لمدة ثلاثين دقيقة، تعرضت كولين للإهانة والضرب وتم نحت نجمة خماسية على صدرها.وأخيراً، حطمت كريستا جمجمة كولين باستخدام قطعة من الاسفلت، مما أسفر عن مقتلها. وأبقت كريستا قطعة معها من جمجمة ضحيتها.
بدأت كريستا بإظهار قطعة الجمجمة حول المدرسة وخلال 36 ساعة تم اعتقال الثلاثة. وأظهرت التسجيلات أن الأربعة غادروا معا وعاد ثلاثة فقط. وجدوا أيضا قطعة من الجمجمة في جيب سترة كريستا. تم تفتيش غرفهم وتم العثور على الكتاب المقدس الشيطاني في غرفة شيب. أصرت كريستا على أنهم كانوا يحاولون فقط إخافتها وخرجت عن السيطرة.

## التجربة
كان هناك دليل واعتراف. واتهمت كريستا بالقتل والتآمر لارتكاب جريمة قتل. في 22 مارس عام 1996 بعد ساعات قليلة من المداولات، وجد أن كريستا مذنبة في كلتا الحالتين. في 30 مارس عام 1996، حكم عليها بالإعدام بالصعق بالكهرباء بتهمة القتل و 25 عامًا في السجن بتهمة التآمر. حصل شيب على عقوبة السجن مدى الحياة مع إمكانية الإفراج المشروط في عام 2028. أما شادولا بيترسون فقد أذنبت في كونها تبعتهم.

## استئناف الإدانة
بعد الحكم بالذنب، أطلق نداء بإدانتها في محاكم ولاية تينيسي. في يونيو 2001، ثم مرة أخرى في يونيو 2002، ضد مشورة محاميها طلبت كريستا من المحاكم إسقاط استئنافها وسعت إلى تنفيذها من خلال الصعق بالكهرباء. منحت قاضية المحكمة الجنائية ماري بيث ليبوفيتش الطلب وتم تحديد موعد التنفيذ في 19 أغسطس 2002.وفي 8 يوليو 2002، تقدم محامو الدفاع بطلب للسماح باستمرار عملية الاستئناف وتم رفض هذا الاقتراح. ومع ذلك، في 2 أغسطس 2002، حكمت المحكمة القضائية باستئناف ثلاثة قضاة أن الإجراءات يجب أن تستمر. في ديسمبر 2008، رُفض طلب كريستا الأخير لتجربة جديدة وأُعيدت إلى طابور الإعدام.يُعتقد أن هذا الطلب الذي تم رفضه هو آخر ما سمح به بموجب إجراءات الاستئناف في ولاية تينيسي.اعتبارا من مايو 2014، لم يتم تحديد موعد للتنفيذ ودخلت قضيتها الآن نظام المحاكم الفدرالية.رفضت المحكمة الاتحادية الطلب بالإفراج عن إدانة عقوبة الإعدام وإبطالها.

## محاولة إدانة القتل
في 24 أغسطس 2001، هاجمت كريستا (مع مساعدة مزعومة من ناتيشا كورنيت) وحاولت خنق زميلتها المعتقلة باتريشيا جونز بسلسلة أحذية، ونجحت في خنقها حتى الموت. أُدينت بمحاولة قتل من الدرجة الأولى في 12 أغسطس 2004.على الرغم من أن موقع دائرة تينيسي للإصلاحيات أدانها، إلا أن محققيها خلصوا إلى عدم وجود أدلة كافية لتوجيه الاتهام لها.

## محاولة كسر السجن
في مارس 2012، تم الكشف على أن كريستا قد قامت بخطط للهروب، تشمل ضابط الإصلاحيات جوستين هيفلين ورجل نيوجيرزي يدعى دونالد كوهوت. كان دونالد قد زار كريستا في السجن، لكن لم يتم الكشف عن تفاصيل كاملة لعلاقته بها. أحبطت محاولة الخروج من السجن من خلال تحقيق مشترك شاركت فيه إدارة تينيسي للتصحيحات ومكتب تينيسي للتحقيق وشرطة ولاية نيوجيرسي.

## في الثقافة الشعبية
ظهرت قصة مقتل كولين سليمر في فيلم Deadly Women وKiller Kids وKilled by Gossip و ’’ My My ’’ و Snapped: Killer Couples.